# クリサオラ・ラクテア
クリサオラ・ラクテア（Chrysaora lactea）は、ヤナギクラゲ科のクラゲ。 
日本ではラクテアジェリーとも言われている。

## 特徴
幅が8ｃｍまでにもなる。 胃袋の間の隔膜は、縁の非常に近くまでまっすぐ。
オクタントあたり通常 5本、時には 7本または 9本の触手、各オクタントの 2つの二次触手は約半分、2つの三次触手は中央の主触手の約 4 分の 1、残りは両側に向かって連続的に長さが減る。 
すべての触手は、ラペット間の裂け目から出ている。

## 分布
西大西洋で、 キューバからアルゼンチン、ブラジル、カリブ海まで分布。 カリブ海からも報告されているが、遺伝子研究にて、この個体群はアトランティックベイネットルに近いことが示されている。この問題を解くには包括的な分類学的レビューが必要となる。

## 引用
- Chrysaora lactea   Eschscholtz、1829年　ww.sealifebase.ca